# Вандеру
Вандеру, или львинохвостый макак (лат. Macaca silenus) — вид макак, эндемик Западных Гат.
Вандеру живёт в тропических лесах Юго-Западной Индии на нескольких не связанных между собой ареалах в штатах Карнатака, Керала и Тамил-Наду. Длина тела взрослого вандеру может достигать длины 55 см, хвост — 35 см. У особей густая шерсть чёрного или тёмно-коричневого цвета, морда чёрная, обрамлённая мантией коричневатого оттенка со светлой бородой. Самки имеют мантию меньших размеров. Хвост заканчивает пушистой кисточкой как у павианов, наподобие львиного, отсюда и второе название — львинохвостая макака. Средняя масса самца — 7—8 кг, самки — около 5 кг. Живут вандеру группами до 20 особей. Вандеру ведут древесный образ жизни, но часто спускаются на землю. При опасности обезьяны взбираются на высокие деревья. Передвигаются на четырёх лапах. Живут 15—20 лет, в неволе — до 30.
Вид занесён в международную Красную Книгу, общая численность оценивается в 2,5 тыс. особей.

## Галерея

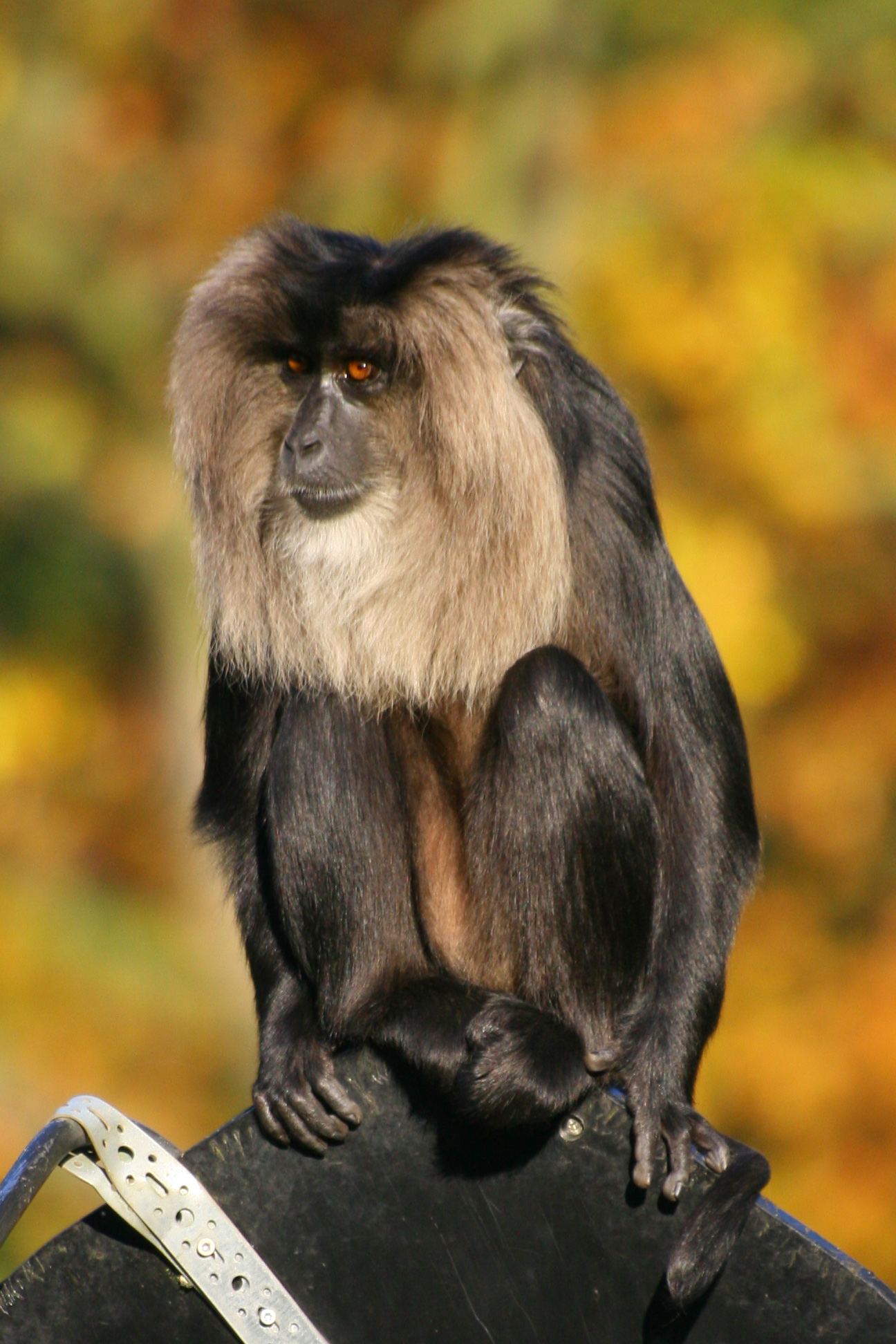
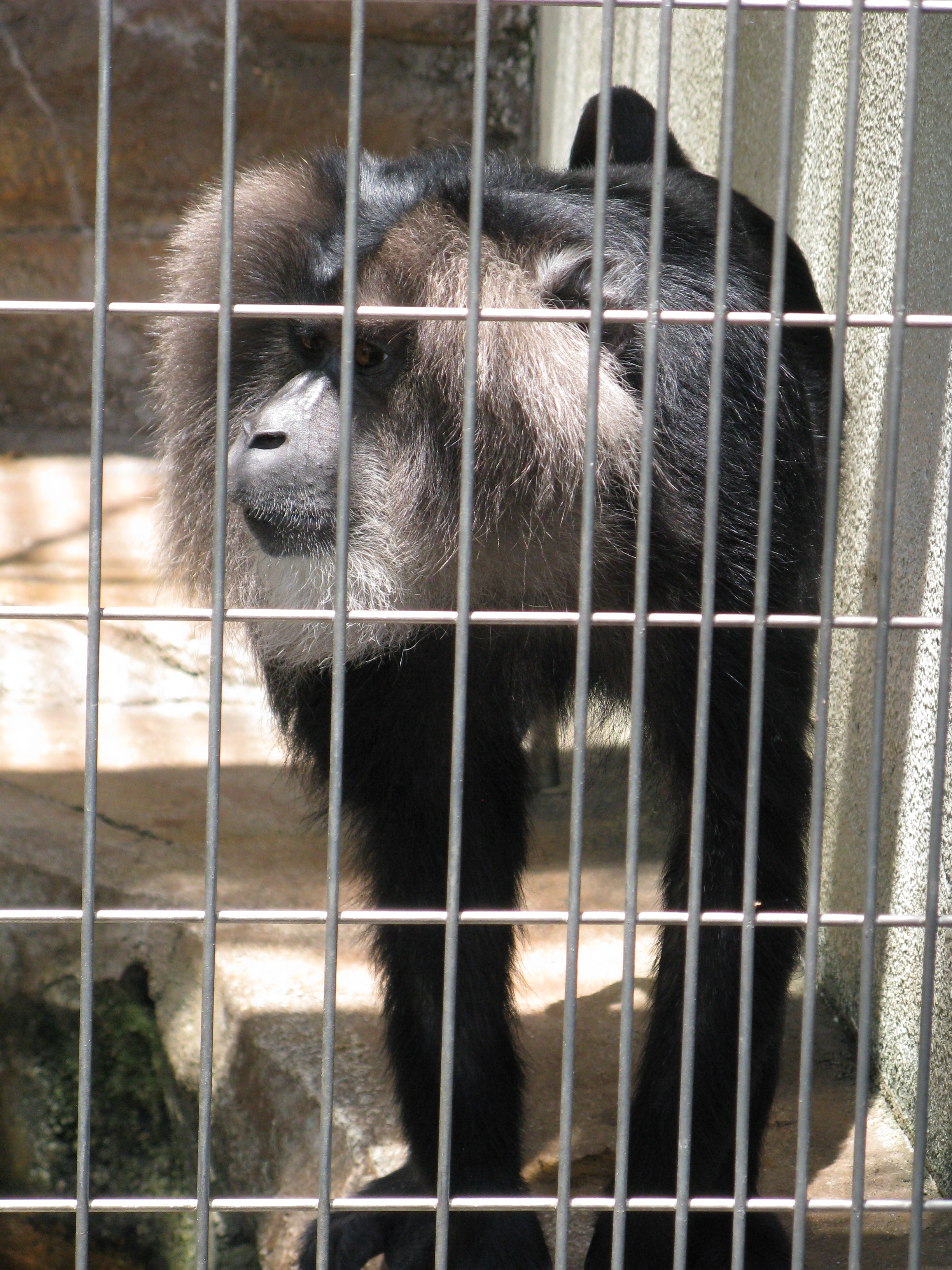
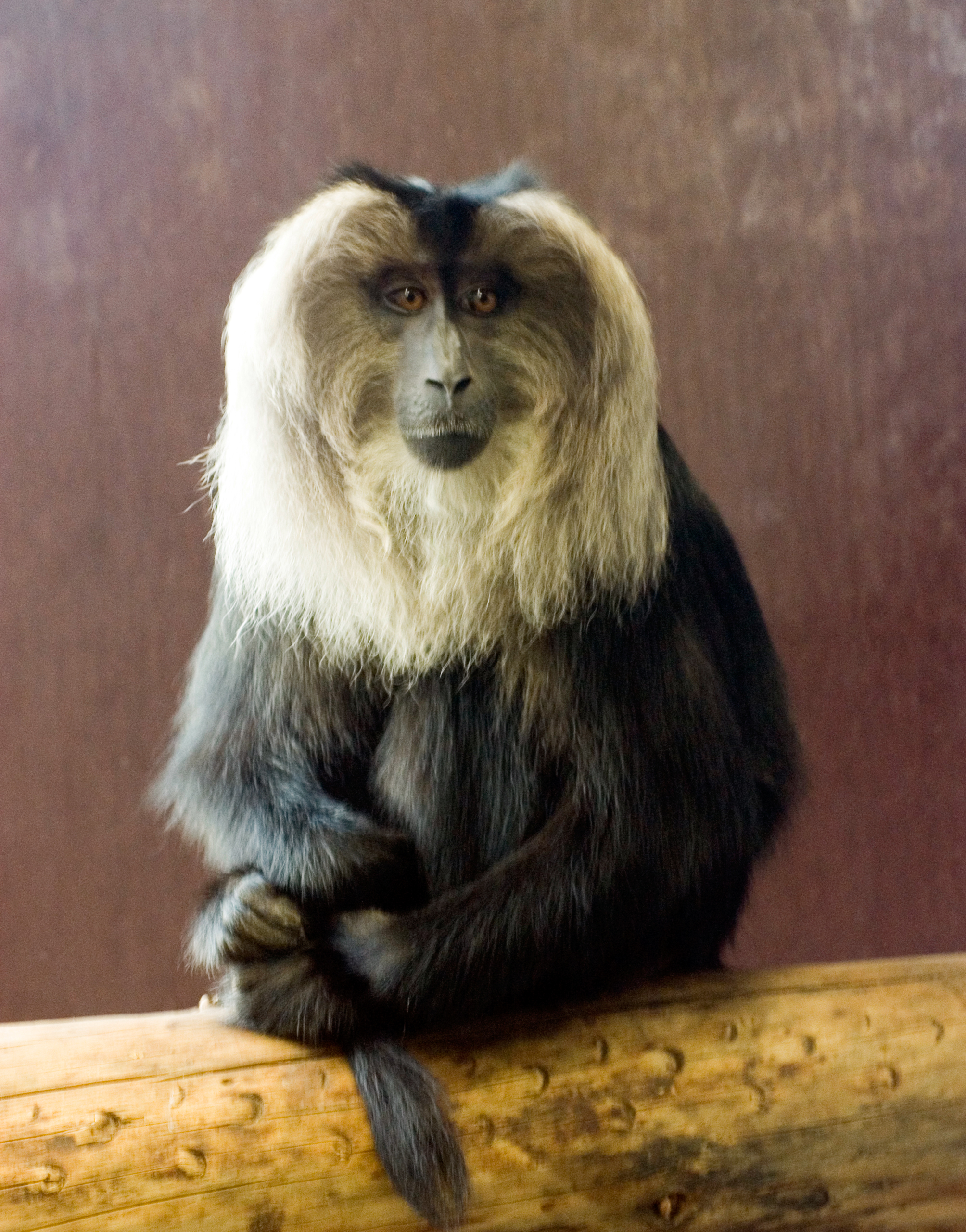
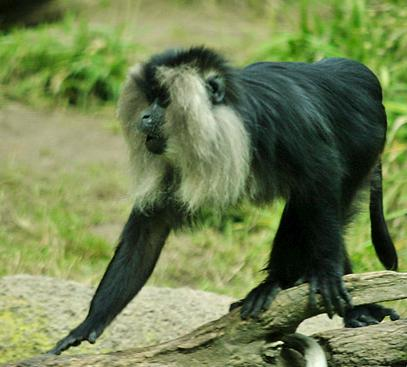